# William Martin Morris
William Martin Morris (Brisbane, 8 ottobre 1943) è un vescovo cattolico australiano.
Sollevato nel maggio del 2011 dalla cura pastorale della sua diocesi, ha per questo attirato l'attenzione della stampa.

## Biografia
William Martin Morris è nato a Brisbane l'8 ottobre 1943 da William Alexander e Sylvia Morris.

### Formazione e ministero sacerdotale
Morris è stato istruito al St. Joseph College, Gregory Terrace di Brisbane prima di studiare per il sacerdozio nel Seminario Provinciale Pio XII di Banyo. Il 28 giugno 1969 è stato ordinato sacerdote per l'arcidiocesi di Brisbane dall'allora vescovo ausiliare Henry Joseph Kennedy nella cattedrale di Santo Stefano. Per dieci anni è stato in servizio nelle parrocchie di Sunnybank, Nambour, Mt Gravatt, Goodna e Surfers Paradise. Dal 1979 al 1984 ha servito come segretario di monsignor Francis Rush a Brisbane e come direttore diocesano delle vocazioni.

### Ministero episcopale
Il 20 novembre 1992, Morris è stato nominato vescovo della diocesi di Toowoomba. Ha ricevuto l'ordinazione episcopale il 10 febbraio successivo nella cattedrale di San Patrizio a Toowoomba per imposizione delle mani del vescovo emerito di Toowoomba Edward Francis Kelly, co-consacranti l'arcivescovo emerito di Brisbane Francis Roberts Rush e l'arcivescovo della stessa diocesi John Alexius Bathersby. È diventato noto per la sua guida pastorale e per il suo lavoro con i casi di abusi sessuali nella diocesi. Nel 2009 ha licenziato il preside di una scuola elementare cattolica di Toowoomba e due funzionari di formazione cattolica per non aver riferito alla polizia la denuncia di un'alunna.
Ci sono state segnalazioni per eterodossia liturgica e polemiche circa il suo sostegno al terzo rito della confessione.
Nel 2006 Morris ha pubblicato una lettera pastorale per l'avvento in cui discuteva il calo del numero di sacerdoti nelle parrocchie remote come Toowoomba. La lettera chiedeva di discutere circa l'ordinazione di uomini sposati e delle donne. L'aver proposto un tale dibattito potrebbe essere interpretato come una sfida alla lettera apostolica di Giovanni Paolo II Ordinatio Sacerdotalis in cui si afferma che "la Chiesa non ha alcun modo la facoltà di conferire l'ordinazione sacerdotale alle donne". La sua lettera ha anche suggerito che la Chiesa cattolica potrebbe prendere in considerazione il riconoscimento degli ordinati anglicani, luterani e membri della Uniting Church in Australia.
Nel dicembre del 2006, Morris ha ricevuto un fax in cui lo si convocava a Roma nel febbraio successivo per incontrarsi con i cardinali Giovanni Battista Re, prefetto della Congregazione per i vescovi, William Joseph Levada, prefetto della Congregazione per la dottrina della fede e Francis Arinze, prefetto della Congregazione per il culto divino e la disciplina dei sacramenti. Morris non ha partecipato, citando "ragioni pastorali" e si è offerto di presentarsi a maggio.
Nell'aprile del 2007, l'allora arcivescovo di Denver Charles Joseph Chaput ha effettuato una visita apostolica della diocesi. Chaput ha riferito alla Congregazione per i vescovi il mese successivo riferendo, oltre che sulla già citata lettera di numerosi abusi liturgici disciplinari riguardanti, tra gli altri, l'abito ecclesiastico. Morris stesso ha rinunciato a indossare l'abito talare e il collarino ecclesiastico preferendo un abito completo, dove l'unico segno di appartenenza allo stato clericale era la raffigurazione del suo stemma episcopale. Il vescovo ha anche a minimizzato l'importanza del sacramento della penitenza e della riconciliazione, favorendo piuttosto la confessione generale che, secondo il dogma cattolico, dovrebbe essere prossima ma in nessun caso, sostituta della confessione sacramentale. Morris afferma di non aver mai visto quel rapporto. Gli è stato poi consegnato un documento non firmato dalla Congregazione per i Vescovi in cui si indicavano tredici questioni separate.
Morris ha poi negoziato con le congregazioni vaticane per diversi anni. Ci sono stati diversi tentativi da parte degli amministratori del Vaticano di riconciliare Morris con la posizione della Chiesa, anche con diversi incontri a Roma, dove, è stato segnalato, gli è stato chiesto più volte di dimettersi. A seguito di ripetute invocazioni, il vescovo Morris si è recato in Vaticano nel gennaio del 2008, per incontrare il cardinale Giovanni Battista Re che gli ha detto ufficiosamente che il Papa si aspetta le sue dimissioni. Morris ha categoricamente rifiutato di sottomettersi.
Nel dicembre del 2008, Morris ha scritto a papa Benedetto XVI chiedendogli un'udienza. È stato ricevuto dal pontefice il 4 giugno successivo con il presidente della Conferenza episcopale dell'Australia Philip Edward Wilson. Più tardi Morris ha affermato che gli era stato detto che "è volontà di Dio che ti dimetti".
Nei mesi successivi, ci sono stati negoziati tra Morris e la Santa Sede, sulla data e le modalità delle sue dimissioni. Il vescovo era pronto a ridurre il suo ministero di cinque anni rispetto alle norme del diritto canonico, affermando che si sarebbe ritirato nel mese di ottobre del 2013, dopo aver compiuto 70 anni. Il Vaticano ha posto come termine ultimo per sue dimissioni volontarie il 1º maggio 2011. Morris non ha accettato questa soluzione. Nel febbraio del 2011 il nunzio apostolico in Australia Giuseppe Lazzarotto, ha scritto a Morris chiedendo nuovamente le sue dimissioni.

#### Rimozione come vescovo diocesano
Il 1º maggio 2011, Morris ha dichiarato in una lettera ai fedeli della sua diocesi che "è stato determinato da papa Benedetto XVI che la diocesi sarebbe meglio servita dalla guida di un nuovo vescovo", ma che sentiva che gli stava per essere negata una "giustizia naturale". Morris ha annunciato il suo pensionamento anticipato a 67 anni, sottolineando il fatto che non si era dimesso. Il Papa ha subito nominato amministratore apostolico della diocesi monsignor Brian Finnigan, vescovo ausiliare di Brisbane. Il giorno successivo, il nunzio apostolico in Australia ha annunciato che il Papa aveva "rimosso [Morris] dalla cura pastorale" della sua diocesi. In quel momento, Morris è divenuto vescovo emerito di Toowoomba.
Diverse centinaia di persone hanno partecipato a due veglie separate per Morris il 3 maggio a Toowoomba. Il 5 maggio nella cattedrale di Toowoomba si è tenuta una riunione a porte chiuse del clero e dei laici sostenitori del vescovo respinto, dedicata alla pianificazione di un'azione di protesta in sua difesa.
Il 13 maggio 2011, la Conferenza Episcopale Australiana (ACBC) ha rilasciato una dichiarazione, affermando che sosteneva la decisione di papa Benedetto XVI di rimuovere Morris. Nella dichiarazione hanno scritto:
Nel corso di una riunione del comitato permanente della ACBC il 2 agosto 2011, è stata presentata una petizione da molti cattolici della diocesi di Toowoomba a sostegno del loro ex vescovo. In una dichiarazione rilasciata l'11 agosto il Comitato Permanente ha detto che:
Nel corso della visita ad limina effettuata quello stesso mese, i vescovi della ACBC hanno discusso dei temi riguardanti la situazione di Toowoomba con i cardinali Marc Ouellet e William Levada e tra di loro. L'arcivescovo di Brisbane Mark Benedict Coleridge ha affermato che i colloqui "sono andati molto positivamente" e che hanno "superato" le loro aspettative. In una lettera della Conferenza pubblicata il 21 ottobre si afferma:
Morris ha risposto alla lettera il 24 ottobre 2011, scrivendo:
Nell'ottobre del 2011, è stato segnalato che molti laici cattolici a Toowoomba avevano espresso la preoccupazione che Morris aveva ancora un alto profilo nella diocesi, essendo stato presente a una conferenza pubblica, nel dialogo con gli insegnanti e come officiante in diverse ricorrenze parrocchiali. Il cardinale George Pell ha affermato che "se è un uomo fedele alla Chiesa si renderà conto che questo è del tutto inadeguato e non continuerà. Questa è la mia speranza".
Morris ha fatto una dichiarazione sulle donne e la Chiesa australiana il 26 marzo 2013. Ha parlato del ruolo fondamentale dei laici nell'interpretazione del Concilio Vaticano II e nel "reclamare il suo spirito".
Nel giugno del 2014 è stato pubblicato il suo libro Benedict, Me and the Cardinals Three, che descrive la sua esperienza.

## Genealogia episcopale
La genealogia episcopale è:
- Cardinale Scipione Rebiba
- Cardinale Giulio Antonio Santori
- Cardinale Girolamo Bernerio, O.P.
- Arcivescovo Galeazzo Sanvitale
- Cardinale Ludovico Ludovisi
- Cardinale Luigi Caetani
- Cardinale Ulderico Carpegna
- Cardinale Paluzzo Paluzzi Altieri degli Albertoni
- Papa Benedetto XIII
- Papa Benedetto XIV
- Papa Clemente XIII
- Cardinale Marcantonio Colonna
- Cardinale Giacinto Sigismondo Gerdil, B.
- Cardinale Giulio Maria della Somaglia
- Cardinale Carlo Odescalchi, S.I.
- Cardinale Costantino Patrizi Naro
- Cardinale Serafino Vannutelli
- Cardinale Domenico Serafini, Cong.Subl. O.S.B.
- Cardinale Pietro Fumasoni Biondi
- Arcivescovo Filippo Bernardini
- Cardinale Norman Gilroy
- Vescovo Edward Francis Kelly, M.S.C.
- Vescovo William Martin Morris